# Famille von Münchow
La famille von Münchow est une ancienne famille noble de Poméranie. La famille, dont certaines branches existent encore aujourd'hui, appartient à la noblesse de Poméranie-Occidentale. Une lignée est anoblie à la suite d'une adoption à la fin du XIXe siècle.

## Histoire

### Origine
La famille est mentionnée pour la première fois dans un document du 25 mai 1249 avec Dominus Lippoldus Monachus à Cammin. Avec lui commence la lignée ininterrompue de la famille. L'orthographe du nom change de Moncho, Monachus, Monechow, Monnihowe à Mönchow. Ce n'est qu'à partir du milieu du XVIIIe siècle que l'usage de Münchow devient courant
D'après Kneschke, Henrich Müncks appartient également à la famille, apparaissant dès 1238 dans une lettre de donation de l'église Saint-Jacques de Stettin, émise par le duc Barnim Ier. En conséquence, le siège initial de la famille Mönchow est aujourd'hui un quartier de la ville d' Usedom. Dans un document du 28 janvier 1368, la famille est mentionnée comme ayant vécu au château de Buckow

### Expansion et personnalités
Vincentius Münchow devient maître de cour du duc Georges III de Poméranie. Claus Münchow est le bailli du monastère du duc Casimir à Cammin et Thomas Münchow est le bailli du duc François, également à Cammin. Vers 1622 vivent Georg Bernhard et Thomas Münchow, le premier en tant que ministre ducal de Brunswick-Lunebourg et le second comme ministre ducal de Mecklembourg. Christian Ernst von Münchow (de) est initialement juge privé, juge de cour et de chambre prussien ainsi que gouverneur de Stolp. En 1714, il est nommé président de la chambre de Königsberg et en 1727 président prussien de la guerre et des domaines de Nouvelle-Marche. Ludwig Wilhelm von Münchow (1712-1753) devient véritable conseiller d'État secret et de guerre et administrateur héréditaire de la Marche de Brandebourg en 1742. En 1747, après la mort du comte von Thurn, il reçoit les fiefs de Kleinkauen et Gottschwitz près de Glogau en Silésie, tombés aux mains de la couronne prussienne.
Richard Daniel von Münchow (de) (1703-1757), marié à une fille de la famille von Rössing (de), est promu colonel en 1756, mais meurt à peine un an plus tard des suites de ses blessures lors de la bataille de Kolin le 18 juin 1757. Lorenz Ernst von Münchow (de) (1700-1757) est mort en tant que général de division prussien et chef du 28e régiment d'infanterie «von Hautcharmoy (de) » lors de la bataille de Leuthen le 5 décembre 1757. Son mariage avec Charlotte von Stechow donne naissance à un fils et une fille. Gustav Bogislav von Münchow (1686-1766) est lieutenant général prussien depuis 1745. Il reçoit la sénéchausée zu Cranenburg et Duifeld en 1746 et est gouverneur de Spandau à partir de 1747. En 1752, Gustav Bogislaw devient doyen de la cathédrale de Magdebourg et prévôt des monastères Saint-Sébastien et Saint-Nicolas (de). Il se marie deux fois. Son premier mariage est avec Antoniette Philippine von Börstel et son deuxième mariage avec Sophie Elenore von Schwerin (de). De son premier mariage, il a un fils et deux filles.
La lignée comtale s'éteint dans la lignée masculine le 26 septembre 1860 avec la mort de Carl Wilhelm comte von Münchow (né en 1784), major prussien et seigneur de Mickrow dans l'arrondissement de Stolp. Il se marie en 1816 avec Auguste von Weiher (de) (née en 1797). Les deux filles Maria (née en 1817) et Johanna (née en 1820) comtesse von Münchow sont issues du mariage

### Élévations
Les frères Ludwig Wilhelm, conseiller principal prussien des finances, de la guerre et du domaine, Philipp, major prussien et adjudant d'escadre, et Carl Gustav von Münchow, lieutenant prussien, sont élevés au rang de comte prussien à Breslau le 6 novembre 1741 (diplôme délivré le 17 décembre 1741)

### Noblesse de lettres
L'ancêtre de la lignée de la noblesse de lettres est Johann Christian Daniel Ebert, décédé en 1807 à Havelberg en 1807. Ses petits-enfants, les frères et sœurs Clara et Georg Ebert, beaux-enfants et enfants adoptifs de Friedrich von Münchow, lieutenant-colonel prussien, reçoivent la noblesse prussienne le 13 septembre 1873 à Berlin. Les armoiries décernées sont identiques à celles de la noblesse de Poméranie.

## Armes

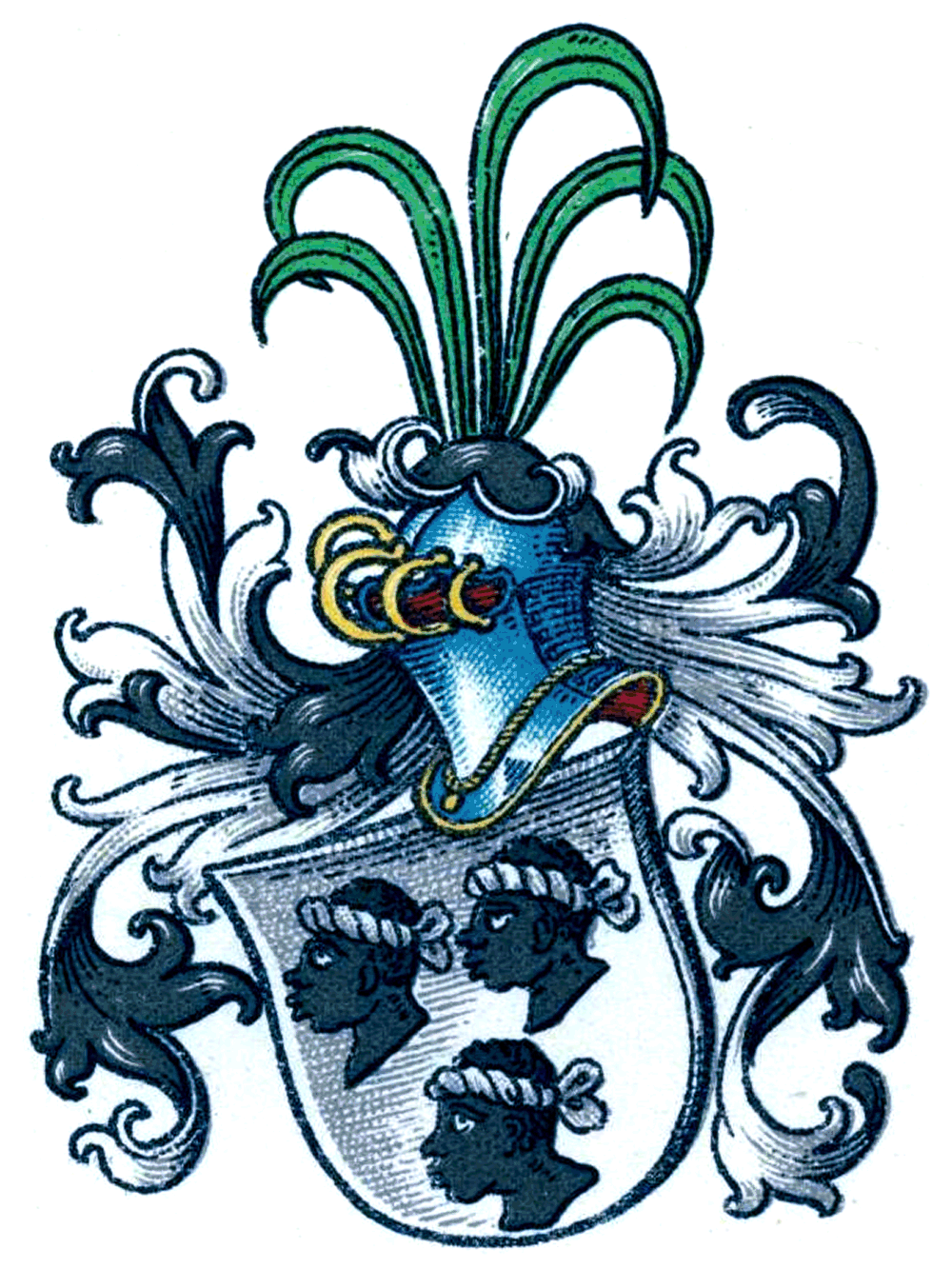
Armoiries de la famille von Münchow dans les armoiries de la noblesse westphalienne

### Armoiries familiales
Les armoiries de la famille montrent trois (2, 1) têtes de Maure tournées à droite en argent avec des bandeaux dorés aux extrémités flottantes. Sur le casque aux lambrequins bleu-argent, cinq branches de palmier vertes (deux à droite, trois à gauche)

### Armoiries comtales
Les armoiries comtales, décernées en 1741, montrent trois (2, 1) têtes de Maure tournées à droite en argent avec des bandeaux frontaux dorés bordés de rouge. Les armoiries comportent deux casques avec des lambrequins bleus et argentés, à droite un vol noir ouvert, chacun recouvert d'une tige de trèfle doré, et à gauche le casque tronc. Deux aigles prussiens noirs opposés servent de détenteurs de boucliers.

## Personnalités
- Christian Ernst von Münchow (de) (1671-1749), président de la Chambre prussienne de Königsberg et Nouvelle-Marche
- Henning Franz von Münchow (de) (1683-1753), avocat prussien, président du tribunal de Köslin
- Gustav Bogislav von Münchow (1686-1766), lieutenant général prussien et gouverneur de Spandau
- Lorenz Ernst von Münchow (de) (1700-1758), général de division prussien et sénéchal de Sparrenberg
- Richard Daniel von Münchow (de) (1703-1757), colonel prussien et commandant de régiment
- Ernst Philipp von Münchow fait construire le manoir de Friedenfelde (de)
- Ludwig Wilhelm von Münchow (1709-1753), ministre prussien
- Andreas Christoph von Münchow (1714-1758), directeur du gouvernement prussiendans la Nouvelle-Marche[5]
- Alexander Zabel Ernst von Münchow (de) (1746-1815), administrateur de l'arrondissement de Neustettin
- Karl Dietrich von Münchow (de) (1778-1836), mathématicien et astronome
- Ferdinand von Münchow (de) (1790-1876), lieutenant général prussien
- Ludwig von Münchow (de) (1802-1882), lieutenant général prussien
- Leopold von Münchow (de) (1884-1945), officier de cavalerie et de l'armée, fondateur et chef du Reich de la Jungsturm